# Châteauponsac
Châteauponsac é uma comuna francesa na região administrativa da Nova Aquitânia, no departamento de Alto Vienne. Estende-se por uma área de 68,79 km². Em 2010 a comuna tinha 2 059 habitantes (densidade: 29,9 hab./km²).